# Nephelistis cedica
Nephelistis cedica là một loài bướm đêm trong họ Noctuidae.